# Karstarma novabritannia
Karstarma novabritannia is een krabbensoort uit de familie van de Sesarmidae. De wetenschappelijke naam van de soort is voor het eerst geldig gepubliceerd in 1988 door Ng.